# Asterios Polyp
Asterios Polyp est une bande dessinée de l'Américain David Mazzucchelli publiée en 2009 par Pantheon Books. La traduction en français a été publiée l'année suivante par Casterman. Œuvre ambitieuse, l'album a reçu de nombreux prix, dont les Eisner et Harvey du meilleur album aux États-Unis et le prix spécial du jury du festival d'Angoulême en France.

## Histoire
Asterios Polyp est un architecte et professeur qui enseigne dans une université à Ithaca. Après un incendie qui détruit son appartement, il quitte la ville et devient mécanicien automobile. L'histoire est jalonnée de flash-back sur sa vie dont son enfance et son histoire d'amour chaotique et merveilleuse.

## Récompenses
- 2009 : 100 livres marquants de l'année selon The New York Times[1]
- 2010 : 
  - Prix Eisner du meilleur auteur, du meilleur album et du meilleur lettrage[2]
  - Prix Harvey du meilleur album, de la meilleure histoire et du meilleur lettreur[3]
  - Prix du roman graphique du Los Angeles Times[4]
- 2011 : 
  -  Grand prix de la critique de l'ACBD[5]
  -  Prix spécial du jury du festival d'Angoulême[6]
  -  Prix de la meilleure série longue du festival de bande dessinée de Lucques[7]
- 2012 :  Prix Micheluzzi de la meilleure bande dessinée étrangère[8]

## Documentation
- (en) Charles Hatfield, « Asterios Polyp », dans The Comics Journal no 300, Fantagraphics, novembre 2009, p. 240-245.
- Paul Gravett (dir.), « Les années 2000 : Asterios Polyp », dans Les 1001 BD qu'il faut avoir lues dans sa vie, Flammarion, 2012 (ISBN 2081277735), p. 909.
- Olivier Mimran, « Asterios Polyp : miroir, mon vilain miroir », dBD, no 46,‎ septembre 2010, p. 78.